# Sia (piève)

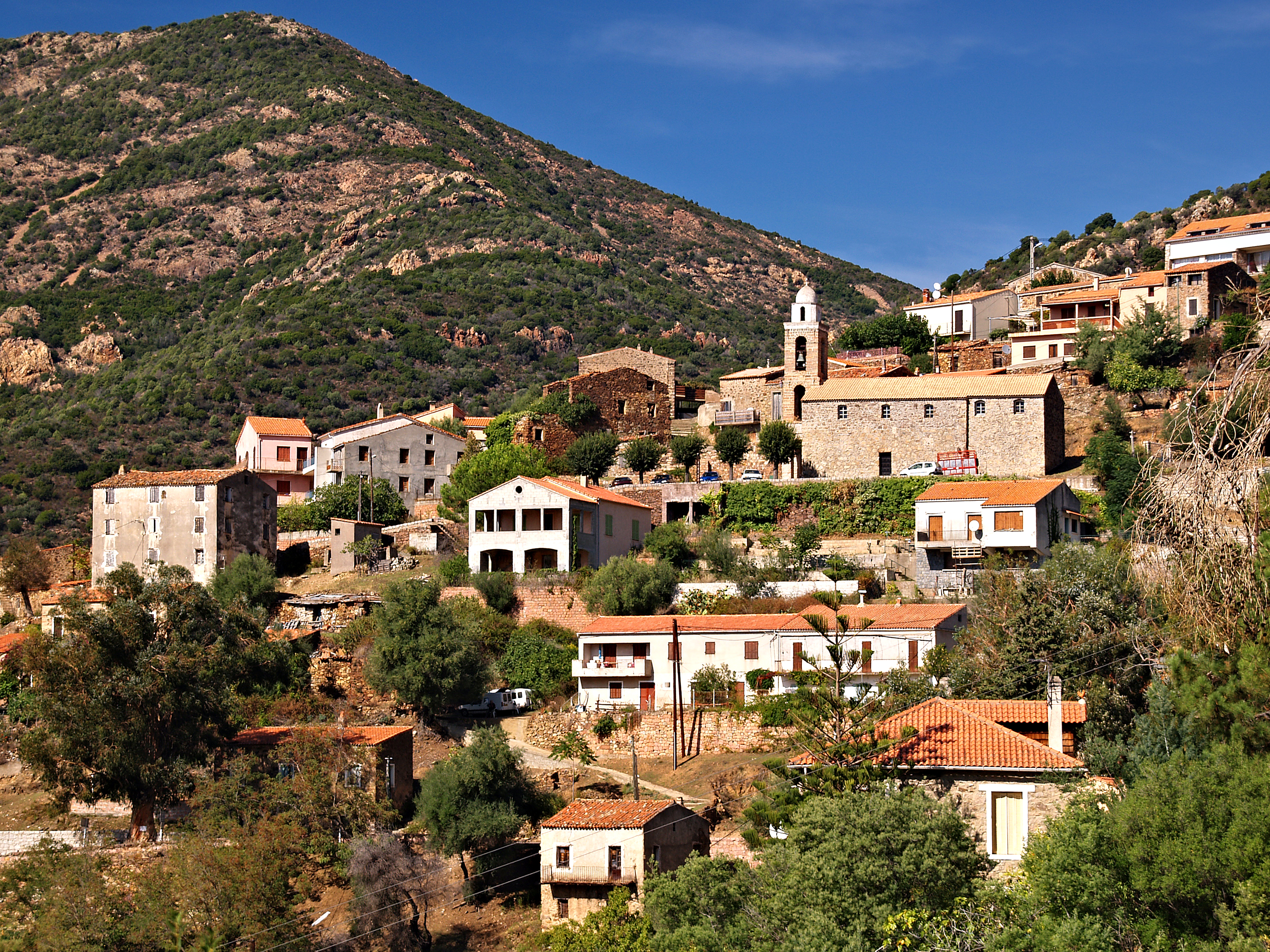
Partinello, centre géographique de la piève.

Sia est une ancienne piève de Corse. Située dans l'ouest de l'île, elle relevait de la province de Vico sur le plan civil et du diocèse de Sagone sur le plan religieux.

## Géographie
Sia était une pieve du diocèse de Sagone, du « Delà des Monts » (Di la da Monti). Le Sia a été pendant des siècles sous la domination des Génois. Son nom lui vient d'un habitat existant autrefois.
Son territoire correspond aujourd'hui à ceux réunis des actuelles communes d'Osani, Partinello et Serriera.
La piève de Sia avait pour pièves limitrophes :

### XVIesiècle
Vers 1520, la pieve du Sia n'avait qu'un seul lieu habité : Ota (on trouve aussi l'orthographe Otta). La communauté comptait environ 250 habitants.
La pieve était inhabitée à cause des destructions opérées par les Génois jusqu'au début du XVIe siècle à l'encontre des Siesi alliés des chefs féodaux rebelles, puis des fréquentes invasions barbaresques qui survinrent ensuite.
En 1540 les pièves de Salogna et du Sia subissent les raids dévastateurs effectués par Dragut. Le pirate, pourchassé dans le golfe de Girolata par la flotte de Giannetino Doria, neveu de l'amiral Andrea Doria, est capturé.
La pieve était ceinte par :
- au nord, la pieve d'Olmia, un territoire également inhabité hormis les bergers transhumants du Niolo, qui se trouve dans l'ancienne province de Balagna[Note 3],
- à l'est, la pieve du Sevenentro (ou Sevengrentu),
- au sud, la pieve de Salogna (ou Salognu).

Des travaux historiques mentionnent l'existence de la piève de Revinda, « dont le territoire semble cependant avoir été rapidement intégré à celui de Salogna ainsi que le font apparaître des sources d'archives de la fin du XVe siècle ».

### XVIIIesiècle

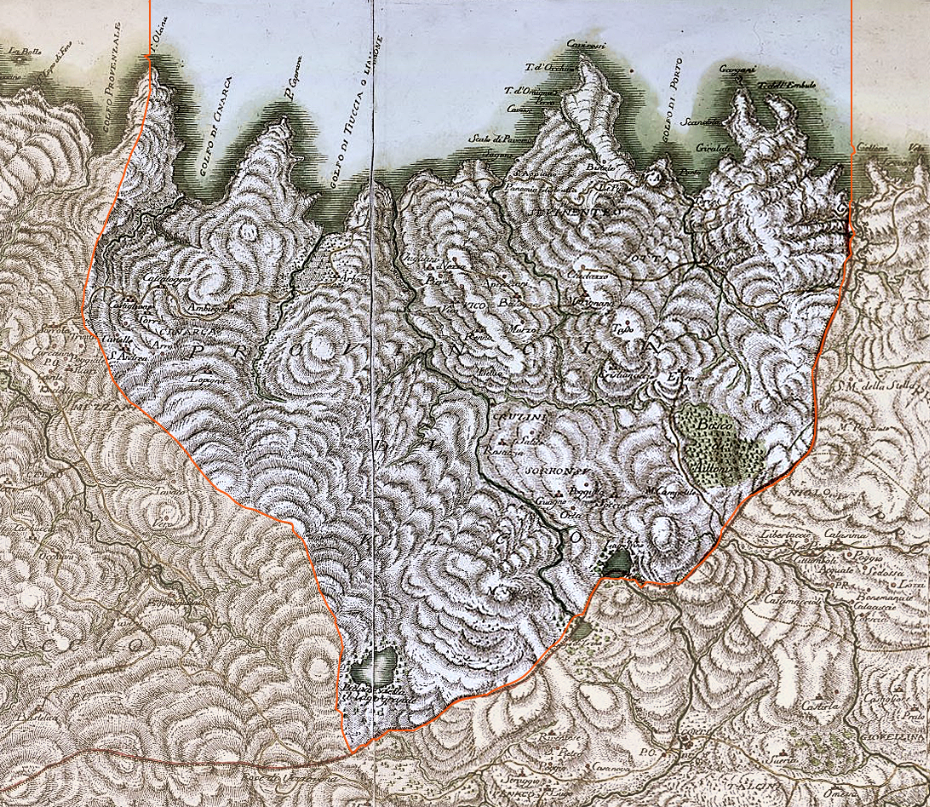
Province de Vico en 1769

Au début du XVIIIe siècle, le Sia, qui se trouvait dans la province de Vico, fusionne avec la piève de Salogna. La nouvelle piève prend le nom de Siassalogna.
Sur la Carte nouvelle de l'isle de Corse dressée par le Sr Robert de Vaugondy Gilles, cartographe, et éditée en 1756, la juridiction de Vico démarre au nord de Porto, Girolata étant dans la juridiction de Calvi.

« Sei Pievi, cioè Vico, Sorunzù, Sevinentro, Cruzini, e Siasalogna con 4 000 e più abitanti formano questa Giurisditione. Dette pievi à risalva di quella di Vico sono quasi distrutte. Li suoi villaggi sono Otta, le Piane, e Paomia de Greci, hà il suo scalo nel principio del Golfo di Sagone, avendo annesso altro piccolo vilagio con chiesa dedicata à S.Martino la maggior parte però de Greci abitano in Paomia 450 abitanti fà la Pieve di Sevinentro formata da 5 ville : Eviza, Marignano, Chidazzo, Cristinaccie e Tasso »

— Francesco Maria Accinelli - Storia veridica della Corsica
.
Sur d'autres cartes de l'époque ou antérieures, apparaissent les noms de Porto di Sia et Torra di Sia au fond du golfo de Genarca (Porto).

## Histoire

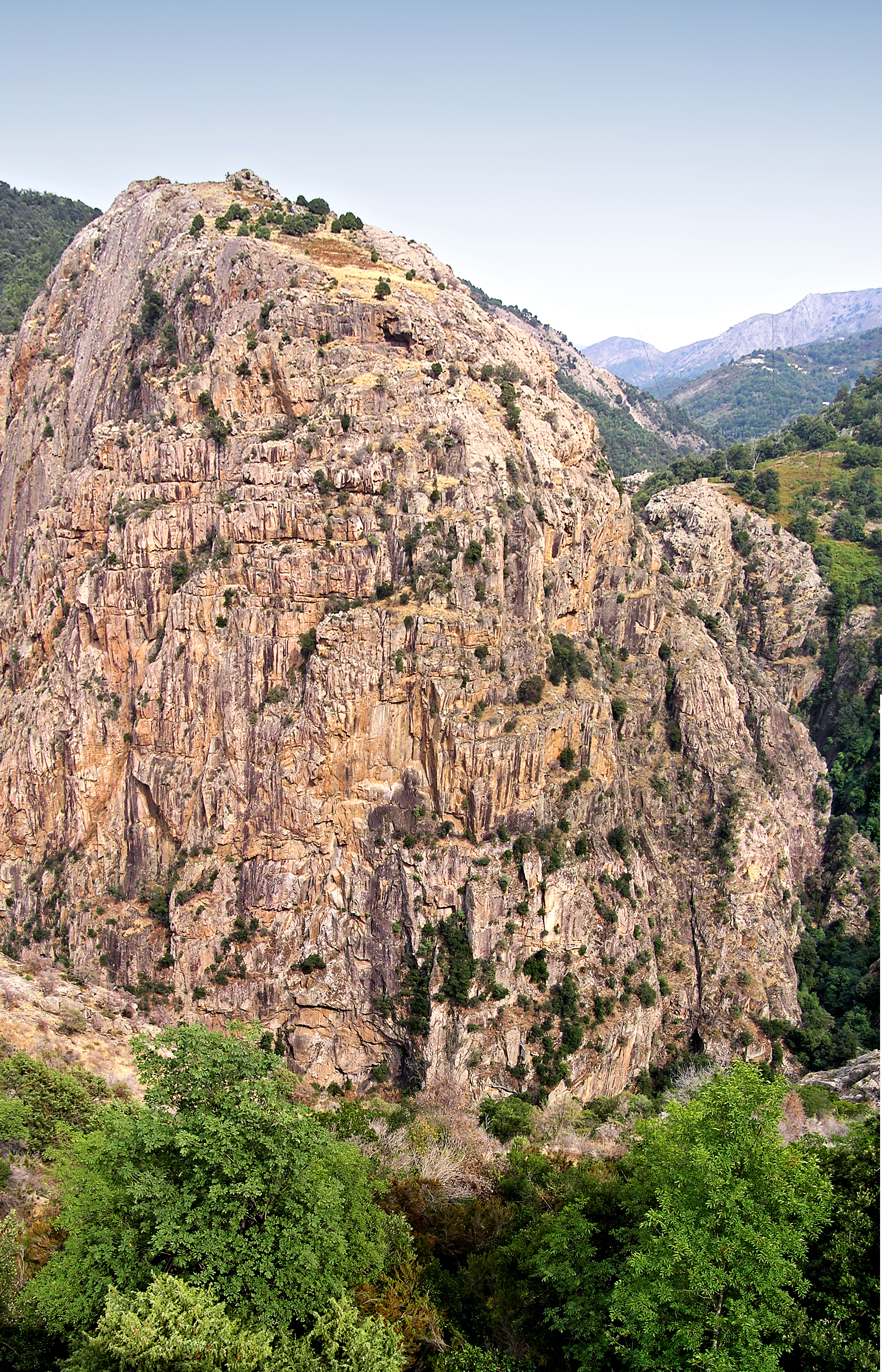
Rocher de Spilonca

Au XIIe siècle Pise instaure les pièves comme divisions administratives sur l'île. La piève de Sia est créée. Elle ne comprenait qu'un seul habitat : Ota. L'église A Vecchia Chiesa, dédiée à Saint Jean-Baptiste, devient de fait l'église piévane du Sia.
Ota est le haut lieu de l’histoire du Sia. Pendant les guerres des Cinarchesi, cette pieve, comme entre autres celles du Sevengrentu et du Salognu, était alliée à des chefs rebelles comme Ghjuvan’Paulu di Leca (fin du XVe siècle, début du XVIe siècle), qui étaient en résistance contre Gênes. Le Sia était souvent dévasté par les Génois et les incursions turques, et les Siesi se regroupaient dans le seul village d’Ota.
Source : Site corse.culture.gouv.fr / Canton des Deux-Sevi :
- 1412 - Rinuccio de Leca seigneur de Vico de 1378 à 1445, ambitionne de reconquérir le pouvoir.
- 1413 - Il fait bâtir le castellu di Rocche di Sia sur le rocher de Spelonca, un éperon rocheux stratégiquement bien placé[Note 4], commandant la basse vallée du Porto. Il établit son autorité sur les habitants des pièves de Salogna, Sevenentro et Sia.
- 1414 - Il est vaincu par Vincentello d'Istria qui l'emprisonne en 1426 et établit une garnison aux Rocche di Sia.
- 1433 - Rinuccio participe aux soulèvements des féodaux et caporaux du nord de l'île contre Vincentello d'Istria. À la faveur des troubles, il reprend possession du château et étend sa seigneurie aux pièves du Vicolais.
- 1440 - Les Génois l'investissent de la forteresse de Cinarca après qu'il leur ait prêté serment de fidélité.
- 1460 - La Banque de Saint-Georges ordonne le dépeuplement des pièves de Sia et de Sevendentro, partisanes des seigneurs rebelles.
- 1461 - Faute de moyens pour l'entretenir, la Banque de Saint-Georges fait démanteler les défenses de la forteresse des Rocche di Sia qui était occupée depuis 1457 par une garnison génoise. Elles seront reconstruites en 1462 par Giocante de Leca.
- 1464 - Les ducs de Milan dominent l'île, une domination qui prendra fin en 1478. De 1464 à 1468, les castelli de Ghjineparu et de Rocche di Sia sont tenus par une garnison milanaise. Après prestation d'un serment de fidélité à la Famille Sforza[Note 5], Giocante de Leca les recouvre. Il confie les deux places-fortes à ses neveux : Ghjineparu aux fils de Mannone de Leca, Rocche di Sia à Giudicello et Giovan Paolo di Leca. Rocche di Sia servit de refuge à Giovan Paolo de Leca entre 1475 et 1476, alors qu'il subit des revers dans les guerres privées qui l'opposent à son cousin Rinuccio, fils de Giocante de Leca. La forteresse constitue l'un de ses principaux points d'appui, notamment à l’expédition militaire menée avec succès en 1483 contre les troupes du seigneur de Piombino dont l'intervention en Corse avait été sollicitée par Rinuccio et ses alliés.

Giovan Paolo de Leca fera allégeance à l'Office qui, en retour, l'investira du vaste fief de ses ancêtres, s'étendant des plaines d'Ajaccio aux confins de la Balagne.
- 1485 - Un document témoigne de l'occupation de l'espace. Les habitats de Curzo, Vetrice, Pinito[Note 6], Sia, Astica et Ota sont implantés sur celle de Sia.

La domination de la Maison de Leca sur le canton prend fin avec la chute du fortin de Foce d'Orto.
- 1489 - La Banque de Saint-Georges exerce une répression sévère sur la région. Elle confisque les biens seigneuriaux et de ceux des rebelles alliés des Leca après les avoir bannis. Elle met en œuvre une véritable politique de désertification, faisant dépeupler une nouvelle fois la piève de Sia, dévaster toute la contrée, détruire maisons et cultures. Trois années après, la Banque ordonne la destruction des forteresses de Foce d'Orto, Ghjineparu et Rocche di Sia, derniers symboles du pouvoir seigneurial.
- 1490 - Le gouverneur de la Corse demande aux gens des communautés du Sia de se réfugier en Balagne et de s'établir à la marine de Calvi, sous peine d'être poursuivis comme rebelles. Certains s'y fixeront définitivement alors que d'autres multiplieront les suppliques pour revenir dans le Sia.
- 1516 - L'Office de Saint-Georges fait droit à leur requête et les autorise à se réinstaller à Curzo, Pinito, Astica et Ota, après prestation d'un serment de fidélité et engagement pris de ne pas contracter mariage ou nouer d'alliances avec des Niolins, constants ennemis de Gênes, sans accord préalable.
- 1530 - Les gens fuient le littoral et se replient vers des villages de hauteur à cause d'une insécurité croissante. La piève de Sia, nouvellement réoccupée, ne compte plus que le seul village d'Ota (50 feux), comme le précise Mgr Giustiniani, évêque de Nebbio, dans sa Description de la Corse.

Au milieu du XVIe siècle, la Banque de Saint-Georges décide de faire fortifier le golfe de Porto par l'érection du fortin de Girolata et de la tour de Sia, dite actuellement de Porto, en concédant des terres du Sia à des patriciens génois.
Durant la seconde moitié du XVIe siècle, le dispositif défensif s'avère peu dissuasif, les barbaresques intensifient leurs incursions dévastatrices. Ils profitent des désordres provoqués dans l'île par la "guerre des Français" ou "expédition de Corse" (1553-1559) puis des luttes de Sampiero Corso et de son fils Alfonso d'Ornano contre l'autorité génoise (1564-1567).
Vers la fin du XVIe siècle, les basses terres du Sia sont définitivement abandonnées. (La piève de Salogna est ruinée, et celle de Paomia, totalement désertée en 1584).
- Entre 1605 et 1611, Gênes fait édifier aux frais des communautés rurales six tours nouvelles : Omigna, Cargèse, Orchino, Cavi Rossi, Gargalo et Imbuto.

En fin du XVIe siècle, les barbaresques desserrent leur étreinte ; l'habitat se recompose.
- 1771 - Les communautés d'Ota (Sia) et de Piana (Salogna) sont regroupées au sein d'une même piève dite de Sevinfuori.

## La piève civile
Au XIIe siècle le territoire était dominé par les nobles pisans venus chasser les Maures de l'île. Le Sia est la possession de membres des Rollandinacci. Les Génois tentent de placer toute la Corse sous leur autorité mais trouvent des féodaux hostile à leur emprise, tel le noble Giudice de Cinarca au milieu du XIIIe siècle. Celui-ci devient maître de l'île et se fait élire comte de Corse en 1264. Privé du soutien des Pisans et trouvant l'hostilité de la plupart des féodaux insulaires, il est finalement trahi par des membres de son lignage et livré à ses ennemis à la fin du siècle ; il mourra au début du XIVe siècle.
Profitant de profonds désordres, des nobles tentent de reconstituer les domaines dont le comte de Corse les avait dépossédés. Leurs agissements provoquent la révolte antiseigneuriale de 1358 qui affecte l'ensemble de la Corse et qui verra s'affirmer le mouvement communal.
la plupart des châteaux sont détruits, dont celui de Ghjineparu et de la forteresse surplombant la Spelunca.
Au XVIIIe siècle, six pievi « cioè Vico, Sorunzù, Sevinentro, Cruzini, e Siasalogna con 4 000 e più abitanti » forment la juridiction de Vico.

## La piève religieuse
La piève relevait de l'autorité de l'évêque de Sagone qui résidait pour des raisons sécuritaires, dans la pro-cathédrale de Calvi. Le diocèse était composé de 10 pievi : « Pino, Olmi, in Balagna, Vico, Siasalogna, Paomia, Ginerca, Sorunzù, Crozini, e Sorunzù di sotto, cioè Sevinentro ».

## L'église principale
L'église A Vecchia Chiesa, dédiée à Saint Jean-Baptiste (près de l'actuelle entrée du cimetière d'Ota), était l'église piévane de Sia, un lieu habité depuis longtemps rayé des cartes. Elle avait été construite au XIIe siècle, en même temps que les églises saint Jean-Baptiste de Paomia et de Sevendentro, ainsi que l'église saint Marcel de la Salogna.